# Кирилл (Умрилов)
Епи́скоп Кири́лл (в миру Андрей Анатольевич Умрилов; род. 1 марта 1976, Колпашево, Томская область) — Архиерей Русской православной церкви, епископ Отрадненский и Похвистневский (Самарская митрополия). Наместник Богородице-Алексеевского монастыря города Томска (2013—2025).

## Биография
Родился 1 марта 1976 года в городе Колпашево Томской области. Крещён в младенчестве в храме Воскресения Христова посёлка Тогур Томской области. В 1993 году окончил среднюю школу № 1 города Колпашева Томской области.
В 1993 году поступил на очное отделение Томской духовной семинарии, которой окончил в 1997 году.
2 апреля 1998 года в Никольском женском монастыре села Могочино Томской епархии игуменом Серафимом (Тарабыкиным) пострижен в малую схиму в честь святителя Кирилла Катанского. 27 мая того же года рукоположен во иеродиакона, а 28 мая — во иеромонаха епископом Томским и Асиновским Аркадием (Афониным) в Петропавловском соборе города Томска.
С 1998 года штатный священник храма Воскресения Христова поселка Тогур Колпашевского района, с 26 августа 2004 года — настоятель того же храма.
30 апреля 2009 года переведён насельником в Богородице-Алексеевский монастырь города Томска. В монастыре нёс послушания: с 2009 года — келаря, с 2010 года — директора Церковно-культурного центра, с 2012 года — благочинного.
17 апреля 2013 года митрополит Томский и Асиновский Ростислав (Девятовым) назначен исполняющим обязанности наместника Богородице-Алексеевского монастыря, 2 октября того же года Священным синодом Русской православной церкви утверждён в должность наместника монастыря. 4 ноября 2013 года в Богородице-Алексиевского монастыря в Томске митрополитом Ростиславом (Девятовым) возведён в сан игумена.
В 2020—2022 годы обучался в магистратуре Московской духовной академии.

### Архиерейское служение
24 июля 2025 года решением Священного синода Русской православной церкви избран епископом Отрадненским и Похвистневским (Самарская митрополия).
18 августа 2025 года в Тронном зале храма Христа Спасителя состоялось его наречение во епископа Отрадненского и Похвистневского, которое возглавил Патриарх Московский и всея Руси Кирилл
19 августа 2025 году в кафедральном соборном Храме Христа Спасителя в Москве хиротонисан во епископа Отрадненского и Похвистневского. Хиротонию совершили: Патриарх Кирилл, митрополит Воскресенский Григорий (Петров), митрополит Томский и Асиновский Ростислав (Девятов), архиепископ Зеленоградский Савва (Тутунов), епископ Сыктывкарский и Коми-Зырянский Филипп (Новиков), епископ Самарский и Новокуйбышевский Феодосий (Чащин), епископ Кинельский и Безенчукский Софроний (Баландин), епископ Павлово-Посадский Силуан (Вьюров), епископ Тольяттинский и Жигулевский Нестор (Люберанский), епископ Раменский Алексий (Туриков), епископ Сызранский и Шигонский Антоний (Подоровский).

## Награды
- Набедренник (3 июня 2001)
- Наперсный крест (3 сентября 2004)
- Палица (21 июля 2012)

## Публикации
- Гурьева А., Беззаветно отдать себя Творцу! Иеромонах Кирилл (Умрилов). // Томские епархиальные ведомости. 2012. — № 7 (164) — С. 6-7.
- Рецепция молитвы «Отче наш…» в творческом наследии В. А. Жуковского // Слово и образ. Вопросы изучения христианского литературного наследия. 2023. — № 1 (8). — С. 45-54. — DOI: 10.31802/WI.2022.8.1.004
- Художественная рецепция молитвы «Отче наш…» в лирике В. К. Кюхельбекера // Слово и образ. Вопросы изучения христианского литературного наследия. 2024. — № 1 (10). — С. 124—130. — DOI: 10.31802/WI.2024.10.1.011